# Mineuse sud-américaine de la tomate
Tuta absoluta
Pour les articles homonymes, voir Mineuse de la tomate.
Espèce
La Mineuse sud-américaine de la tomate (Tuta absoluta) est une espèce d'insectes de l'ordre des lépidoptères (papillons), de la famille des Gelechiidae.

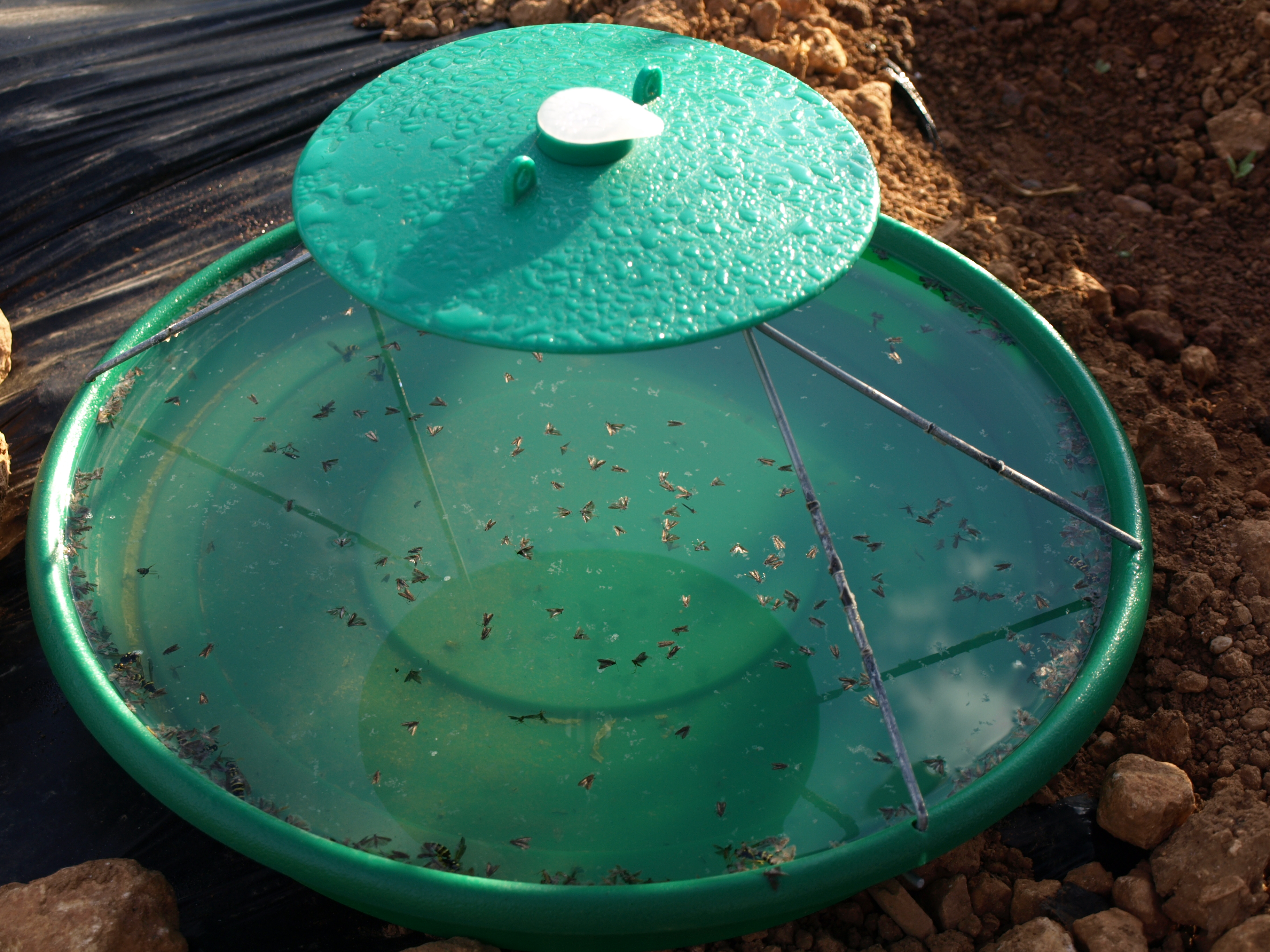
Piège avec phéromones synthétiques.

Sa larve minuscule (moins de 8 mm de long) attaque en particulier les feuilles et les fruits de la tomate, ainsi que d'autres solanacées, dont la pomme de terre. Ce ravageur, originaire d'Amérique du Sud, est apparu dans le bassin méditerranéen à partir de 2006 et en France en 2008. La lutte contre ce nouveau ravageur passe, outre les mesures de prophylaxie, par des pièges à phéromones et l'emploi d'auxiliaires parasitoïdes des œufs et des larves.

## Morphologie
L'adulte a une envergure d'environ un centimètre.

## Cycle biologique
Les larves se nourrissent sur les plants de tomates, creusant des galeries dans les feuilles et les tiges, et consommant les bourgeons apicaux ainsi que les fruits verts et mûrs. Les dégâts peuvent entraîner une perte de rendement allant jusqu'à 100 %.
La tomate est la principale plante-hôte de cet insecte, mais Tuta absoluta peut aussi s'attaquer à d'autres plantes cultivées ou non de la famille des Solanaceae, dont la pomme de terre, l'aubergine, le pépino et le tabac.
Sa présence a été signalée sur de nombreuses solanacées sauvages, dont le datura stramoine, la morelle noire et Lycium chilense (plante endémique d'Argentine et du Chili).
Si les conditions climatiques sont favorables, huit à dix générations peuvent se succéder en une année.

## Aire de répartition
Tuta absoluta est présente en Amérique du Sud qui est sa région d'origine : Argentine, Bolivie, Brésil, Chili, Colombie, Équateur, Paraguay, Pérou, Uruguay, Venezuela ; toutefois elle est absente des régions de haute montagne (au-dessus de 1000 mètres d'altitude), où les basses températures sont un facteur limitant pour sa survie.
Son expansion se poursuit vers le nord, où elle est signalée en 2010 en Amérique centrale (Panama).
Apparue en Espagne en 2006, l'espèce s'est diffusée rapidement tout autour du bassin méditerranéen, tant en Europe méridionale qu'en Afrique du Nord et au Moyen-Orient.
Elle a été signalée dès 2009, principalement sur les cultures de tomate en Italie, en France, à Malte, au Royaume-Uni, en Grèce, en Suisse, au Portugal, au Maroc, en Algérie, en Tunisie, en Libye, en Albanie. Son expansion s'est poursuivie principalement vers l'est (Liban, Égypte, Syrie, Turquie, Iran), mais aussi vers le nord (Lituanie) et vers le sud (Soudan).
L'insecte devient un sérieux problème aussi pour les cultures de pomme de terre en Éthiopie et au Soudan fin 2011.